# Судний день (Доктор Хто)
Судний день (англ. Doomstay) — тринадцятий та заключний епізод другого сезону поновленого британського науково-фантастичного телесеріалу «Доктор Хто». Уперше транслювався 8 липня 2006 року на телеканалі BBC One. Епізод є другою заключною частиною двосерійної історії: перша частина, «Армія привидів», транслювалась 1 липня. Епізод супроводжується відповідною Тардісодою.
Події епізоду відбуваються переважно всередині хмарочосу One Canada Square в Кенері-Ворф. В епізоді з'являються далеки, що не з'являлись у телесеріалі після фіналу першого сезону, а також кіберлюди, які з'являлись у паралельному Всесвіті в епізодах другого сезону «Повстання кіберлюдей» та «Сталева ера». В епізоді дві іншопланетні раси розпочинають війну між собою та людством, яке перебуває на межі зникнення внаслідок їх прибуття. Десятий Доктор (грає Девід Теннант), родина Роуз Тайлер, а також Міккі Сміт борються за свої життя, намагаючись зупинити війну. Їм це вдається, але унаслідок цього Роуз та її родина залишаються відділеними від Доктора в паралельному Всесвіті.
Концепція сценарію, за якою далеки та кіберлюди з'являються на екрані одночасно, уперше пропонувалась у 1967 році, але була ветована Террі Нейшоном  — творцем далеків. Епізод уперше за 56 років існування телесеріалу «Доктор Хто» зображує конфлікт між цими іншопланетними расами, а також в ньому Біллі Пайпер востаннє бере участь в епізодах телесеріалу як головний супутник Доктора  — Роуз Тайлер. Також епізод характеризується останньою регулярною появою Ноеля Кларка як Міккі Сміта — колишнього хлопця Роуз Тайлер, а також Камілли Кодурі та Шона Дінгволла — Джекі Тайлер та Піт Тайлер відповідно: батьки Роуз. Цей та попередній епізоди були зняті між листопадом 2005 та січнем 2006 року, разом з епізодами «Повстання кіберлюдей» та «Сталева ера».
Епізод є одним з найпопулярніших частин «Доктора Хто» після поновлення телесеріалу у 2005 році. Він був номінований разом з «Армією привидів» на премію «Г'юго» 2007 року за найкращу драматичну постановку (коротка форма) — перемогу отримав епізод «Дівчина в каміні» цього ж сезону. Епізод мав найвищий індекс оцінки серед частин поновленого телесеріалу — отримані 89 балів мали також епізоди «Роздоріжжя», «Тиша в бібліотеці» та «Ліс мертвих», поки епізод 20 червня 2008 року «Вкрадена Земля» не отримав вищий індекс, набравши 91 бал. Епізод був гарно сприйнятий більшістю критиків ерез конфлікт кіберлюдей з далеками, а також за сцену прощання Доктора та Роуз.

## Сюжет
Чотири далеки у супроводі пристрою, відомого як Ковчег, вийшли зі сферичного корабля порожнечі всередині зали з нею Інституту Торчвуд. Кіберлюди, які взяли під контроль Торчвуд, протистоять далекам, пропонуючи союз. Далеки відхиляють пропозицію та вбивають двох кіберлюдей, внаслідок чого лідер кіберлюдей оголошує війну далекам.
Команда порятунку з паралельного всесвіту забирає Десятого Доктора на зустріч з Пітом. Почувши, що клімат на паралельній Землі почав тепліти з небаченою швидкістю після відкриття розлому між двома Землями, Доктор припускає, що це початок процесу, який призведе до того, що обидві планети потраплять до простору між всесвітами.

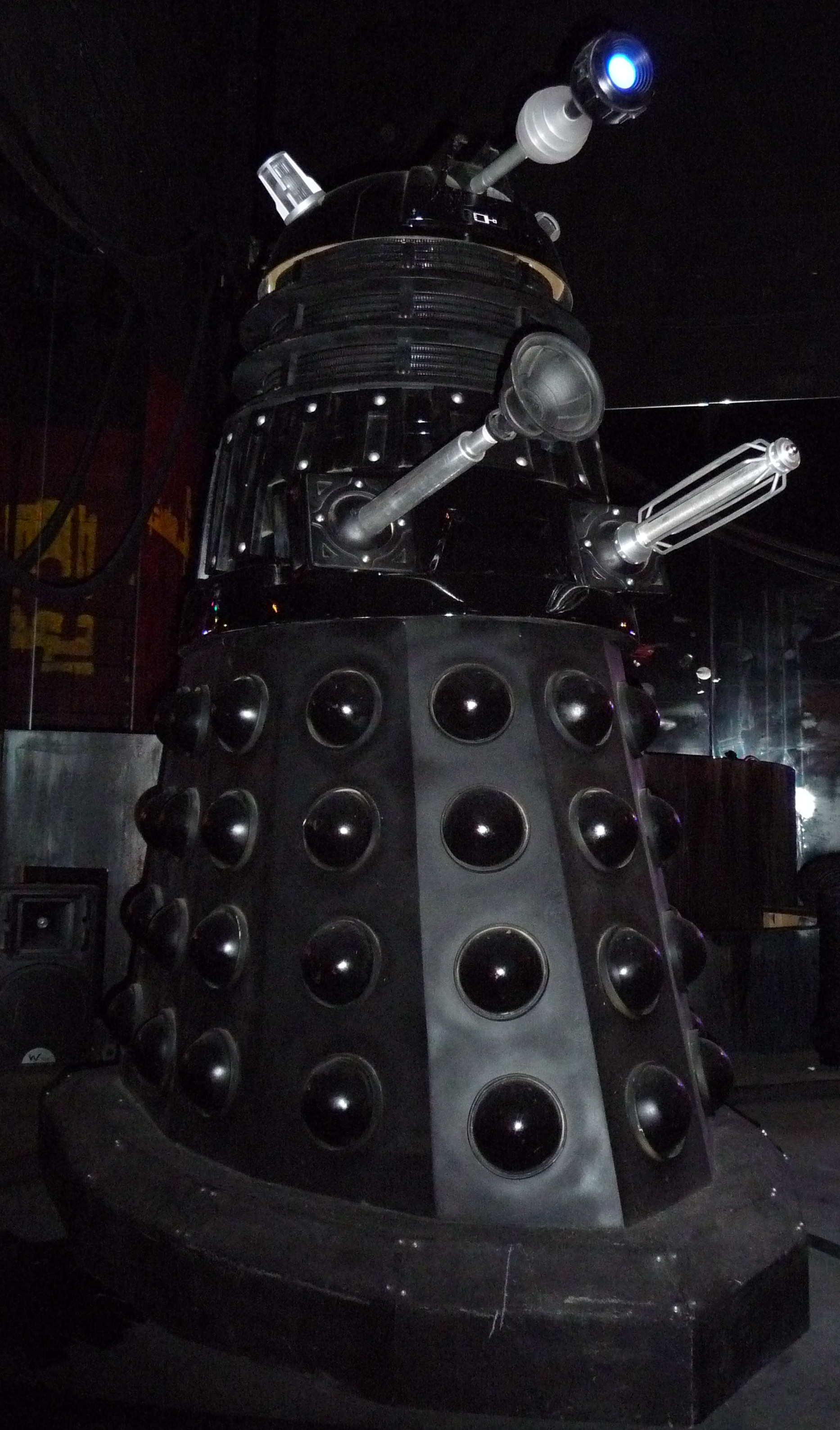
Далек Сек на виставці «Doctor Who Experience»

У залі зі сферою Доктор розуміє, що чотири далеки — загадковий Культ Скаро, і приводить до зали кіберлюдей, які атакують далеків. Міккі випадково активує Ковчег під час втечі з Доктором, Пітом та Роуз. Далек Сек забирає з собою Ковчег назовні хмарочоса. Піт рятує Джекі від кіберлюдей та обіймається з нею. Потім Доктор забирає всіх до кімнати управління. Зовні відкривається Ковчег — тюремний корабель. З нього вилітають мільйони далеків, які починають вбивати людей і кіберлюдей на Землі.
Доктор пояснює - якщо він відкриє діру в просторі-часі та оберне її напрямок, кожен, хто подорожував між двома окремими світами, буде втягнутий до неї у простір між всесвітами, включаючи Роуз, Міккі та Піта. Доктор відправляє їх разом з Джекі в паралельний Всесвіт. Роуз повертається назад, щоб допомогти Доктору. Доктор та Роуз відкривають розрив та тримаються за магнітні затискачі, коли розрив затягує до себе кіберлюдей та далеків, хоча Культ Скаро рятується. Роуз падає у розрив, але в останню секунду Піт транспортує Роуз назад до паралельного Всесвіту, коли діра в просторі-часі закривається.
Через деякий час у Роуз з’являється сон, в якому вона чує голос Доктора, він кличе її. Родина Тайлер слідує за голосом до віддаленої затоки у Норвегії, яка називається затокою Злого вовка (норв. Dårlig Ulv Stranden), де з’являється голографічне зображення Доктора. Він каже Роуз, що використовує енергію наднової для передачі їй повідомлення через останню невелику тріщину між всесвітами. Роуз розривається в сльозах і каже Докторові, що вона його любить — перш ніж Доктор може закінчити свою відповідь, тріщина закривається, і образ Доктора зникає. Коли він повертається до пілотування TARDIS, то помічає таємничу жінку у весільній сукні, що стоїть всередині, залишаючи його розгубленим.

## Знімання епізоду

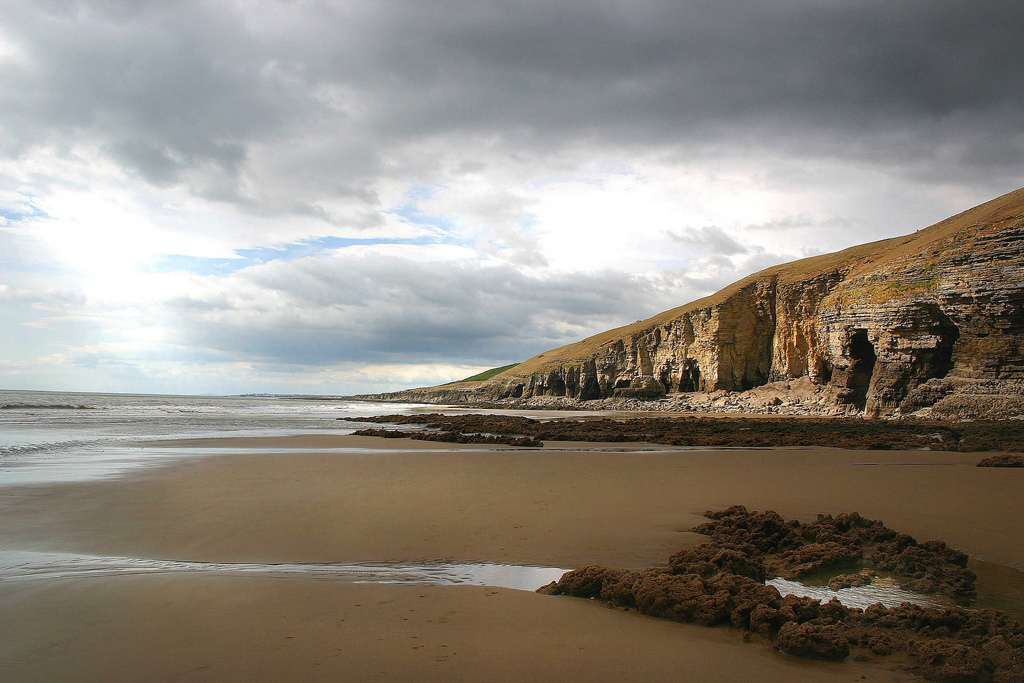
Пляж Саутердаун у долині Гламорган, який був використаний для знімання прощання Роуз та Доктора

Події фінальної історії другого сезону з двох епізодів, що складалася з «Армії привидів» та «Судного дня», спочатку були заплановані відбуватись у Кардіффі на часовому розломі, який був у фокусі епізодів «Невгамовні мерці» та «Бум у місті». Під час планування знімання спін-офу «Торчвуд» у 2005 році, Девіс вирішив, що події в ньому відбуватимуться у Кардіффі, а події епізодів «Армія привидів» та «Судний день» до Кенері-Ворф у Лондоні.
Знімання епізоду відбулось на Вугільній біржі та площі Гори Стюарта, Кардіффська затока. Щоб упевнитись, що Ноель Кларк та Шон Дінгволл (Міккі Сміт та Піт Тайлер) матимуть можливість брати участь у зйомках, історія була знята в третьому виробничому блоці сезону разом із «Повстанням кіберлюдей» та «Сталевою ерою».
Знімання двосерійної історії розпочали 2 листопада 2005 року в Кеннінгтоні, але ця історія стала головним напрямком роботи знімальної групи лише 29 листопада, коли розпочали знімання сцен навколо сферичного корабля. Сцени в кімнаті управління, в якій відбувались основні дії епізоду, знімалися 12-15 грудня та 3-5 січня 2006 року. Знімання засмоктування Роуз у простір між Всесвітами, в якому використовувався хромакей, відбувалося 13 січня, а знімання перестрілки на мосту між військовими Великої Британії та кіберлюдьми — 15 січня. Передостання сцена епізоду — прощання Доктора та Роуз — була знята 16 січня 2006 року, що був останнім днем знімання для Ноеля Кларка та Шона Дінгволла. Сцени, які відбувалися у затоці Злого вовка, зняли на пляжі Саутердаун в долині Гламорган. Остання сцена епізоду — поява Кетрін Тейт у TARDIS в ролі Донни Ноубл (в титрах представлену як «наречена») — була знята 31 березня під час святкування закінчення зйомок.
Концепція появи далеків та кіберлюдей одночасно не є новою: у грудні 1967 BBC подавала прохання до Террі Нейшена включити дві іншопланетні раси одночасно, але ця ідея була ним ветована. Дана концепція прийшла до Девіса під час планування другого сезону телесеріалу: історія повинна була одночасно повернути до серіалу далеків та забезпечити належне покидання телесеріалу Біллі Пайпер, яка вирішила покинути «Доктор Хто» після двох сезонів. «Судний день» є першим епізодом в історії «Доктора Хто», в якому далеки та кіберлюди з'являються на екранах одночасно: дані іншопланетні раси були удвох показані в епізодах «П'ять Докторів» та «Армія привидів», але у різних сценах і не одночасно.

## Трансляція епізоду та відгуки
За підсумковими оцінками епізод у середньому переглядався 8,22 мільйонами глядачів під час трансляції та став другою айбільш переглядуваною телепрограмою тижня після епізоду телесеріалу «Вулиця коронації». Рейтинг епізоду був вищий, аніж трансляція матчу між збірною Німеччини та Португалії на Чемпіонаті світу з футболу, яка мала на 1 мільйон менше глядачів. Супутній епізод «Доктор Хто: Конфіденційно» отримав трохи більше одного мільйона глядачів.
«Судний день» є одним з найпопулярніших епізодів поновленого «Доктора Хто». Епізод отримав 89 балів за індексом оцінки, що було найбільшим показником протягом двох років — пізніше епізод «Викрадена Земля» отримав вищу кількість балів (91). Також цей епізод був першим, який отримав від IGN максимальну оцінку 10 балів. Ахсан Хаке з цього видання вітав Девіса зі створення настільки емоційного екшн-епізоду. «Television Without Pity» дали епізоду оцінку A+. The Stage коментували, що війна між далеками та кіберлюдьми була «єдиною річчю, вартою перегляду» на вихідних, затьмарюючи собою навіть фінал Чемпіонату світу з футболу, а сцена розділення Доктора та Роуз була «чудово написана та рухливо зіграною». Дек Хоган з «Digital Spy» вважав, що епізод був «чудово збалансованим та з митями сильного збудження та зворушливої гостроти», а що єдина масляна сльоза кіберлюдини, на яку була перетворена Івон Хартман, була «гарним доторком до душі». Він критикував появу Кетрін Тейт в кінці епізоду, вважаючи його непотрібним для його завершення та таким, що «руйнує настрій».
Після початкової трансляції епізод вийшов на DVD разом з «Бійтесь її» та «Армією привидів» 25 вересня 2006 року. Ця двосерійна історія («Армія привидів» та «Судний день») була однією з трьох історій другого сезону поновленого «Доктора Хто», яка була номінована на отримання премії «Г'юго» 2007 року за найкращу драматичну постановку (коротка форма). Іншими історіями, які були номіновані, є «Шкільна зустріч» та «Дівчина в каміні» — останній серед перерахованих епізодів отримав дану нагороду.